# Eucereon atratum
Eucereon atratum är en fjärilsart som beskrevs av Rothschild 1912. Eucereon atratum ingår i släktet Eucereon och familjen björnspinnare. Inga underarter finns listade i Catalogue of Life.